# Zozivka, Lîpoveț
Zozivka (în ucraineană Зозівка) este o comună în raionul Lîpoveț, regiunea Vinnița, Ucraina, formată numai din satul de reședință.

## Demografie
Componența lingvistică a satului Zozivka
     Ucraineană (99,81%)
     Alte limbi (0,19%)
Conform recensământului din 2001, majoritatea populației satului Zozivka era vorbitoare de ucraineană (99,81%), existând în minoritate și vorbitori de alte limbi.